# 蒙马尔韦斯
蒙马尔韦斯（法語：Monmarvès，法語發音：[mɔ̃maʁvɛs]）是法国多尔多涅省的一个市镇，属于贝尔热拉克区。

## 地理
蒙马尔韦斯（44°42'32"N, 0°36'45"E）面积5.62 平方千米，位于法国新阿基坦大区多爾多涅省，该省份为法国西南部内陆省份，是法國本土面积第三大的省，大致对应佩里戈尔地区，北起顺时针与夏朗德省、上维埃纳省、科雷兹省、洛特省、洛特-加龙省、吉倫特省和滨海夏朗德省接壤。
与蒙马尔韦斯接壤的市镇（或旧市镇、城区）包括：伊西雅克、布瓦斯、普莱桑斯、卡瓦尔克、德罗河畔圣康坦。

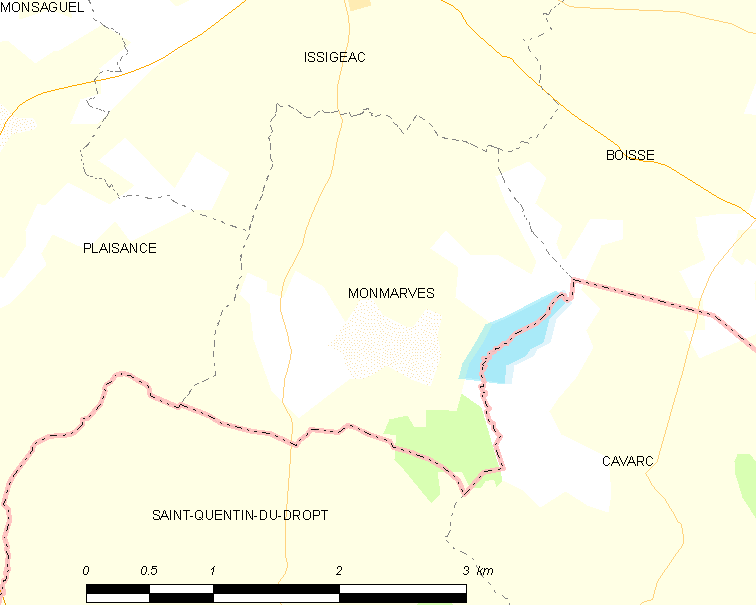
蒙马尔韦斯的OSM定位图

蒙马尔韦斯的时区为UTC+01:00、UTC+02:00（夏令时）。

## 行政
蒙马尔韦斯的邮政编码为24560，INSEE市镇编码为24279。

## 政治
蒙马尔韦斯所属的省级选区为南贝尔热拉库瓦县。

## 人口

1962-2008年间蒙马尔韦斯人口变化图示

蒙马尔韦斯于2022年1月1日时的人口数量为61人。